# Arno van der Heyden
Arno van der Heyden (Groningen, 30 juli 1961 – aldaar, 20 januari 2023) was een Nederlandse cabaretier, presentator, acteur, zanger en programmamaker. Op een aantal landelijke activiteiten na, was hij met name actief in de provincie Groningen.

## Biografie
Van der Heyden werd in 1961 geboren in Groningen. Hij brengt een groot deel van zijn jeugd door in Winschoten, waar hij in 1980 zijn diploma van het gymnasium behaalt. 
Hij schrijft zich in voor de studie psychologie aan de Rijksuniversiteit Groningen, maar komt er snel achter dat studeren niet bij hem past. In 1981 vertrekt hij naar Zuid-Europa voor een rondreizend bestaan als straatmuzikant, fruitplukker en horecamedewerker.
In 1989 keerde hij terug naar Groningen, waar hij zich als acteur en violist aansloot bij theatergezelschap Theater te Water en vier jaar lang met dit gezelschap rondreisde door noord-Nederland. In die vier jaar begon hij ook aan een eigen carrière te werken. Zijn doorbraak beleefde hij in 1992, toen hij, samen met zijn zus Tanneke, zowel de persoonlijkheids- als publieksprijs won bij het Rotterdamse cabaretfestival Cameretten.
Met zijn zus maakt hij twee cabaretprogramma's, De voorkant van het ongelijk (1991) en Het duet (1994). Tussen 1995 en 2001 vormt hij het Trio Kloosterboer met Jan Veldman en Rob Elzenga. Hierna heeft hij meerdere solo-cabaretvoorstellingen gemaakt.
Na de winst bij Cameretten raakte hij betrokken bij een aantal landelijke programma's. Voor de TROS werkte hij mee aan de cabaretserie Voor de grap en voor de KRO aan de programma's Zonnebloemshow en Helden. Daarna werd hij bij de VARA redacteur van het muziekprogramma Poggibonsi van Bert Visscher.
In 1997 keerde hij terug naar Groningen. Voor Radio Noord is hij producent en presentator van het wekelijkse satirische programma 1/2 Put, 1/2 Hemelwotter dat op zondagochtenden live vanuit podiumcafé de Engelstede in Engelbert werd uitgezonden. Met de huisband van dit programma, Trio Put, neemt hij verschillende nummers op. Het bekendste nummer, De Vief, gaat over het opblazen van de schoorsteenpijpen van de Groningse Hunzecentrale, een van de karakteristieke gebouwen van de skyline, op 25 april 1998. Dit nummer werd voor Van der Heyden geschreven door Jan Veldman. Voor TV Noord presenteerde hij meerdere programma's, waaronder Arno oet Grunnen, De Stembus, Van de Partij, De Week Bekeken, Kunstkoppels en Kunstkraak. Dit laatste programma presenteerde hij samen met Janine Abbring. Vanaf 2001 was hij te zien op het jaarlijkse festival Noorderzon als presentator van het Arno's Apéritief. Tussen 2001 en 2008 werd dit uitgezonden op Radio Noord, daarna werd dit enkel voor het live-publiek voortgezet tot 2019.
In 2019 werd bij Van der Heyden keelkanker ontdekt. Hoewel de behandeling in eerste instantie succesvol was, bleek in 2022 dat Van der Heyden niet meer ging genezen. Op 19 november 2022 ontving Van der Heyden de Haide Bliksem Award, een prijs voor een artiest die veel betekend heeft voor de Groningse cultuur, tijdens het GRN-festival in Hoogezand. Zijn nummer De Vief maakte in 2022 een reuzensprong in de Groningse variant op de Top 2000, de Grunneger 1000, en behaalde de tweede plek achter Ede Staals 't Het nog nooit zo donker west. 
Op 20 januari 2023 overleed Van der Heyden op 61-jarige leeftijd.

## Cabaretvoorstellingen
Van der Heyden heeft de volgende cabaretvoorstellingen gemaakt:
- De voorkant van het ongelijk (1991), samen met zangeres Tanneke van der Heyden
- Het duet (1994), samen met zangeres Tanneke van der Heyden en muzikante Margreet van der Heyden
- Vanzelfsprekend (1996)
- Schiften (1998), met pianist Bas Mulder
- Waar spreken we af als we elkaar kwijt zijn? (1999), met Bas Mulder en gitarist Hendrik Jan Vermeulen
- Zitzak (2002), met Bas Mulder en Hendrik Jan Vermeulen
- Wie maakt me los? (2004), met Bas Mulder en Hendrik Jan Vermeulen
- ZINKT (2006), met Bas Mulder, Hendrik Jan Vermeulen, Lucas van Helsdingen en Margreet van der Heyden
- Puur Geluk (2008), met Bas Mulder, Hendrik Jan Vermeulen, Lucas van Helsdingen en Stijn Schmeddes/Gregor Overtoom
- Zó (2011), met Bas Mulder en Pjotr Wiese
- U Bevindt Zich Hier (2014), met Bas Mulder en Pjotr Wiese
- Heksenjacht (2017)
- Geen 18 meer (vanwege zijn ziekte heeft Van der Heyden deze voorstelling nooit kunnen opvoeren[1])

### Met Trio Kloosterboer
- Kloosterboer op solotoer (1994)
- Hier gebeurt nooit wat (1998)
- Kloosterboer op zijn retour (2000), met Bas Mulder
- Kloosterboer, best tof (mei 2001), met Bas Mulder

## Theater[6]
- Op Woelige Snaren (1989), Theater te Water
- Roberto en de Tovernaald (1989), De Voorziening
- De Dames MacBeth (1990), Theater te Water
- De Bloem des doods (1990), Grand Theatre
- Chinezen (1991), Theater te Water
- Tango van het Noorden (1992), Theater te Water
- Arno's Apéritief (2001-2019), Noorderzon (jaarlijks terugkerende dagelijkse talkshow in de Spiegeltent)
- Graan (2003), Grand Theatre
- Het Paradijs (2005), Grand Theatre
- Herstel van de Toekomst (2011), Stichting Peerd
- Drama achter de gevel (2015)
- Iemandsland (2015), Theatergroep Niemandsland
- Jan Brons is Terug (2016)
- Roegzand (2017)
- Sneuwitje en een stuk of zeven dwergen (2018), Stichting Theaterinitiatieven Stad[8]
- Wit Konijn Rood Konijn (2021)

## Televisie en radio

### Radio
- 1/2 Put, 1/2 Hemelwotter (1997-1999), Radio Noord
- Arno's Apéritief (2001-2008), Radio Noord

### Televisie
- Voor de Grap (1993), TROS, met onder meer Theo Maassen en Rieneke van Nunen
- De Zonnebloem-Show (1993), KRO
- Helden (1994), KRO
- Arno oet Grunnen (1999-2000), TV Noord
- De Stembus (2001), TV Noord
- Van de Partij (2002), TV Noord
- De Week Bekeken (2002-2003), TV Noord
- Kunstkoppels (2006), TV Noord
- Kunstkraak (2007), TV Noord
- Toneelmeesters (2015-2020), Podium TV
- Cultuur aan Huis (2020), Podium TV en Dagblad van het Noorden
- Boekeloere (2020-2021), Biblionet Groningen (interviews met schrijvers, online)

## Discografie
- 1990 - Henk Boels en Duo Dubbel Glas – De Balletjes Van Oranje (45 toeren single, als auteur)[9]
- 1997 - ’t Oortje presenteert: Hoog van de toren, muziek uit Groningen (compilatie met o.a. Trio Kloosterboer)
- 1998 - Groninger Artiesten – De Vief Piep’n (maxi-cd compilatie met o.a. Arno van der Heyden met Trio Put - De Vief)
- 1998 - Harrie Poeste met Trio Put – Ain Twai Drai (T Gait Om De Neukerai) [10] (single, producent)
- 1998 - Kloosterboer – Hier Gebeurt Nooit Wat
- 1999 - Arno van der Heyden – Kamer 3
- 1999 - Arno oet Grunnen – Schoapen (maxi-single-cd)
- 2000 - Kloosterboer – Op zijn retour
- 2001 - Arno van der Heyden – Zielezwerver
- 2002 - Arno van der Heyden – Zitzak
- 2002 - Noord Nederlands Orkest o.l.v. Lubertus Leutscher – Ede Staal, Acht liedjes (zang)
- 2007 - Arno van der Heyden – Twaalf Ambachten, Dertien Liedjes
- 2008 - Stroatmezikanten veur De Riepe (compilatie ten bate van de straatkrant De Riepe met o.a. Arno van der Heyden - De zielezwerver)[11]
- 2012 - Arno van der Heyden – 15 jaar, lang & gelukkig
- 2013 - Arno van der Heyden – Moi Arnold (enkel liedje [12])
- 2020 - Arno van der Heyden – Geen 18 meer (enkel liedje voor ZINN[13])